# Д’Алия, Джанпьеро
Джанпьеро Д’Алия (итал. Gianpiero D'Alia; род. 22 сентября 1966, Мессина) — итальянский юрист и политик, министр государственной службы (2013—2014).

## Биография
Занимался адвокатской практикой, специализируясь на кассационных делах. Начал политическую карьеру на муниципальном уровне в Мессине, сначала став депутатом городского совета, затем дважды получал мандат члена городской администрации и вице-мэра. В 2001 году впервые избран в Палату депутатов Италии XIV созыва, был секретарём Комиссии по законодательству и Управления по вопросам выборов, входил в несколько комиссий: по конституционным вопросам, по борьбе с мафией, по проверке законопроектов и другие.
В третьем правительстве Берлускони (2005—2006), представляя Союз Центра, занимал должность младшего статс-секретаря Министерства внутренних дел.
В апреле 2006 года избран в Палату депутатов XV созыва от 2-го избирательного округа Сицилии.
13 апреля 2008 года избран от Сицилии в Сенат Италии парламента XVI созыва, входил в комиссии по конституционным вопросам, юстиции, общественному образованию и культуре, а также промышленности, торговли и туризму.
В марте 2013 года избран в Палату депутатов XVII созыва по списку Союза Центра и вошёл во фракцию «Гражданского выбора», которая впоследствии отделилась от партии и приняла наименование «Гражданственные и инноваторы» (Civici e innovatori).
В ноябре 2013 года принял активное участие в создании партии «Пополяры за Италию»
С 10 декабря 2013 года входил во фракцию «Солидарная демократия — Демократический центр», а с 14 декабря 2014 года — в «Народную альтернативу», базирующуюся на Новом правом центре.
С 28 апреля 2013 по 22 февраля 2014 года являлся министром без портфеля по вопросам государственной службы и упрощения нормативной базы в правительстве Летта.
В 2014—2016 годах являлся председателем Союза Центра, позднее возглавлял межпалатную парламентскую комиссию по региональным вопросам. В 2017 году стал координатором новой партии «Центристы за Европу», 31 января 2018 года ушёл с этой должности, а позднее объявил об отказе от участия в очередных парламентских выборах 2018 года.